# Norwegischer Fußballpokal der Männer 1938
Der norwegische Fußballpokal 1938 (kurz auch NM-Cup 1938 genannt) war die 37. Austragung des Fußballpokalwettbewerbs der Männer. Pokalsieger wurde Fredrikstad FK. Das Team setzte sich im Finale gegen Titelverteidiger Mjøndalen IF durch. Der FFK war somit das erste Team, dass das Double gewann.
Die acht Mannschaften die an den Play-offs der Norgesserien 1937/38 teilnahmen, stiegen je nach Abschneiden erst in der zweiten, dritten oder vierten Runde ein.

## Kalender
| Runde         | Datum              | Spiele | Vereine  | Neueinstiege |
| ------------- | ------------------ | ------ | -------- | ------------ |
| 1. Runde      | 12. Juni 1938      | 48     | 104 → 56 | 96           |
| 2. Runde      | 26. Juni 1938      | 26     | 56 → 30  | 4            |
| 3. Runde      | 3. Juli 1938       | 14     | 30 → 16  | 2            |
| 4. Runde      | 21. August 1938    | 8      | 16 → 8   | 2            |
| Viertelfinale | 11. September 1938 | 4      | 8 → 4    | –            |
| Halbfinale    | 25. September 1938 | 2      | 4 → 2    | –            |
| Finale        | 16. Oktober 1938   | 1      | 2 → 1    | –            |

## 1. Runde
Acht Freilose für die Viertelfinalisten der Norgesserien 1937/38: Fredrikstad FK, SFK Lyn Oslo, SK Djerv, Kristiansund FK, Fram Larvik, FK Lyn, Neset FK und Viking Stavanger.
| Datum      |                        | Ergebnis  |                       |
| ---------- | ---------------------- | --------- | --------------------- |
| 12.06.1938 | Askim FK               | 1:5       | Mjøndalen IF          |
|            | Berger IL              | 0:8       | Skeid Oslo            |
|            | SK Brage               | 3:5       | IL Nordlandet         |
|            | Brann Bergen           | 4:0       | Minde IL              |
|            | Briskebyen FL          | 1:2       | Moss FK               |
|            | IL Brodd               | 1:2 n. V. | SK Hardy              |
|            | Clausenengen FK        | 5:3       | Orkanger IF           |
|            | SK Djerv 1919          | 0:7       | Stavanger IF          |
|            | FK Donn                | 0:1 n. V. | Skotfoss TIF          |
|            | SBK Drafn              | 1:1 n. V. | IF Skiens-Grane       |
|            | Eidsvold IF            | 0:3       | Torp IF               |
|            | Flekkefjord FK         | 3:2       | Egersunds IK          |
|            | Fredensborg SBK        | 0:3       | Raufoss IL            |
|            | FK Fremad Lillehammer  | 1:5       | IL Braatt             |
|            | Frigg Oslo FK          | 5:2       | Hamar IL              |
|            | IF Gimsøy              | 0:1       | Sarpsborg FK          |
|            | Gleng FK               | 1:3       | SK Strong             |
|            | IK Grane Arendal       | 1:0       | Drammens BK           |
|            | Halsen BK              | 2:1       | Kvik Halden FK        |
|            | Jevnaker IF            | 6:1       | Vang IL               |
|            | Kjelsås IL             | 2:1       | IF Borg               |
|            | FK Kvik Trondheim      | 7:1       | IL Sverre             |
|            | Larvik Turn            | 6:0       | Kragerø IF            |
|            | Lillestrøm SK          | 3:0       | Kapp IF               |
|            | Lisleby FK             | 1:0       | SFK Mercantile Oslo   |
|            | IF Liv                 | 1:1 n. V. | Tønsbergs TF          |
|            | Moelven IL             | 0:9       | Nydalens SK           |
|            | SK Nessegutten         | 0:2       | Rosenborg Trondheim   |
|            | Odds BK                | 5:2       | Sundjordet IF         |
|            | SK Pallas              | 0:2       | SK Vard Haugesund     |
|            | IF Pors                | 6:1       | Hafslund IF           |
|            | Ranheim IL             | 3:2 n. V. | SK Nationalkameratene |
|            | SK Rollon              | 3:1       | Molde FK              |
|            | Selbak TIF             | 2:2 n. V. | Strømsgodset IF       |
|            | Skreia IL              | 0:5       | SK Gjøa               |
|            | SK Snøgg               | 1:2       | SK Speed Oslo         |
|            | Steinkjer FK           | 10:10     | SK Tempo Nordnes      |
|            | Storms BK              | 2:0       | Haga IF               |
|            | Tistedalen TIF         | 0:1       | SBK Skiold            |
|            | IF Tønsberg-Kameratene | 3:3 n. V. | FK Vigør              |
|            | SK Ulf                 | 1:1 n. V. | Start Kristiansand    |
|            | Urædd FK               | 5:4       | Eiker SBK             |
|            | Vardal IF              | 2:6       | Geithus IL            |
|            | Veblungsnes FK         | 2:1       | Aalesunds FK          |
|            | SK Viggo               | 0:3       | SK Jarl               |
|            | Vålerenga Oslo         | 7:2       | Skiens BK             |
|            | FK Ørn                 | 4:2       | Strømmen IF           |
|            | Ålgård FK              | 4:1       | Årstad IL             |

### Wiederholungsspiele
| Datum      |                    | Ergebnis  |                        |
| ---------- | ------------------ | --------- | ---------------------- |
| 19.06.1938 | IF Skiens-Grane    | 1:1 n. V. | SBK Drafn              |
|            | Start Kristiansand | 0:1       | SK Ulf                 |
|            | Strømsgodset IF    | 0:2       | Selbak TIF             |
|            | Tønsbergs TF       | 1:0       | IF Liv                 |
|            | FK Vigør           | 4:1       | IF Tønsberg-Kameratene |
| 22.06.1938 | SBK Drafn          | 2:1 n. V. | IF Skiens-Grane        |

## 2. Runde
Vier Freilose für die Halbfinalisten der Norgesserien 1937/38: Fredrikstad FK, SFK Lyn Oslo, SK Djerv und Kristiansund FK.
| Datum      |                     | Ergebnis  |                  |
| ---------- | ------------------- | --------- | ---------------- |
| 26.06.1938 | IL Braatt           | 0:2       | Kjelsås IL       |
|            | Fram Larvik         | 3:1       | Selbak TIF       |
|            | Geithus IL          | 0:2       | FK Ørn           |
|            | SK Gjøa             | 0:2       | Storms BK        |
|            | FK Lyn              | 2:4       | Frigg Oslo FK    |
|            | SK Hardy            | 2:2 n. V. | SK Ulf           |
|            | SK Jarl             | 0:1       | Brann Bergen     |
|            | FK Kvik Trondheim   | 2:4       | Veblungsnes FK   |
|            | Mjøndalen IF        | 3:1       | IK Grane Arendal |
|            | Moss FK             | 3:0       | Halsen BK        |
|            | IL Nordlandet       | 1:2       | Neset FK         |
|            | Nydalens SK         | 3:2 n. V. | Ranheim IL       |
|            | IF Pors             | 3:0       | SBK Drafn        |
|            | Raufoss IL          | 2:3       | Jevnaker IF      |
|            | SK Rollon           | 0:1       | SK Speed Oslo    |
|            | Rosenborg Trondheim | 1:2       | Steinkjer FK     |
|            | Sarpsborg FK        | 1:3       | Lillestrøm SK    |
|            | Skeid Oslo          | 4:0       | Lisleby FK       |
|            | SBK Skiold          | 0:1       | Larvik Turn      |
|            | Skotfoss TIF        | 1:3 n. V. | Vålerenga Oslo   |
|            | Stavanger IF        | 3:5       | Flekkefjord FK   |
|            | SK Strong           | 6:0       | Clausenengen FK  |
|            | Torp IF             | 2:4       | Urædd FK         |
|            | Tønsbergs TF        | 0:4       | Odds BK          |
|            | SK Vard Haugesund   | 0:1       | Viking Stavanger |
|            | FK Vigør            | 2:0 n. V. | Ålgård FK        |

### Wiederholungsspiel
| Datum      |        | Ergebnis |          |
| ---------- | ------ | -------- | -------- |
| 03.07.1938 | SK Ulf | 0:2      | SK Hardy |

## 3. Runde
Zwei Freilose für die Finalisten der Norgesserien 1937/38: Fredrikstad FK und SFK Lyn Oslo.
| Datum      |                  | Ergebnis  |                |
| ---------- | ---------------- | --------- | -------------- |
| 03.07.1938 | Brann Bergen     | 1:8       | Skeid Oslo     |
|            | Frigg Oslo FK    | 1:0       | SK Djerv       |
|            | Odds BK          | 3:1       | Flekkefjord FK |
|            | Jevnaker IF      | 2:2 n. V. | Fram Larvik    |
|            | Kjelsås IL       | 0:2       | Mjøndalen IF   |
|            | Kristiansund FK  | 8:0       | Veblungsnes FK |
|            | Larvik Turn      | 0:1       | FK Vigør       |
|            | Lillestrøm SK    | 8:1       | SK Speed Oslo  |
|            | Storms BK        | 3:1       | Moss FK        |
|            | Steinkjer FK     | 1:2       | Neset FK       |
|            | FK Ørn           | 2:0       | Nydalens SK    |
|            | Vålerenga Oslo   | 1:0       | IF Pors        |
|            | Urædd FK         | 3:1       | SK Strong      |
| 10.07.1938 | Viking Stavanger | 2:0       | SK Hardy       |

### Wiederholungsspiel
| Datum      |             | Ergebnis  |             |
| ---------- | ----------- | --------- | ----------- |
| 10.07.1938 | Fram Larvik | 2:1 n. V. | Jevnaker IF |

## 4. Runde
| Datum      |                 | Ergebnis  |                  |
| ---------- | --------------- | --------- | ---------------- |
| 21.08.1938 | Vålerenga Oslo  | 3:0       | Fram Larvik      |
|            | Fredrikstad FK  | 7:0       | Storms BK        |
|            | FK Vigør        | 3:2       | Frigg Oslo FK    |
|            | Kristiansund FK | 1:3       | Lillestrøm SK    |
|            | SFK Lyn Oslo    | 1:2       | FK Ørn           |
|            | Mjøndalen IF    | 2:1       | Urædd FK         |
|            | Neset FK        | 0:2       | Odds BK          |
|            | Skeid Oslo      | 4:5 n. V. | Viking Stavanger |

## Viertelfinale
| Datum      |                  | Ergebnis  |                |
| ---------- | ---------------- | --------- | -------------- |
| 11.09.1938 | Odds BK          | 4:5 n. V. | Fredrikstad FK |
|            | Mjøndalen IF     | 4:2       | Lillestrøm SK  |
|            | Vålerenga Oslo   | 0:1       | FK Vigør       |
|            | Viking Stavanger | 4:0       | FK Ørn         |

## Halbfinale
| Datum      |                | Ergebnis |                  |
| ---------- | -------------- | -------- | ---------------- |
| 25.09.1938 | Fredrikstad FK | 2:0      | Viking Stavanger |
|            | FK Vigør       | 0:2      | Mjøndalen IF     |

## Finale
| Fredrikstad FK                                 | Fredrikstad FK | Mjøndalen IF | Mjøndalen IF |
| ---------------------------------------------- | --- | --- | ------------ |
| Fredrikstad FK                                 | \| Finale \| \| 16. Oktober 1938 in Hamar (Briskeby Gressbane) \| \| Ergebnis: 3:2 n. V. (2:2, 2:0) \| \| Zuschauer: 12.000 \| \| Schiedsrichter: Finn Amundsen \| \| Spielbericht \| | \| Finale \| \| 16. Oktober 1938 in Hamar (Briskeby Gressbane) \| \| Ergebnis: 3:2 n. V. (2:2, 2:0) \| \| Zuschauer: 12.000 \| \| Schiedsrichter: Finn Amundsen \| \| Spielbericht \| | Mjøndalen IF |
| Fredrikstad FK                                 | Georg Schuster – Rolf Johannessen, Kjell Pettersen – Gunnar Andreassen, Håkon Johansen, Reidar Olsen – Thorleif Larsen, Sten Moe, Knut Brynildsen, Odd Andersen, Arne Ileby           | | Mjøndalen IF |
| Fredrikstad FK                                 | 1:0 Thorleif Larsen (5.) 2:0 Knut Brynildsen (40. Elfmeter) 3:2 Arne Ileby (110.) | 2:1 Trygve Halvorsen (60.) 2:2 Jørgen Hval (63.) | Mjøndalen IF |
| Finale                                         | | |              |
| 16. Oktober 1938 in Hamar (Briskeby Gressbane) | | |              |
| Ergebnis: 3:2 n. V. (2:2, 2:0)                 | | |              |
| Zuschauer: 12.000                              | | |              |
| Schiedsrichter: Finn Amundsen                  | | |              |
| Spielbericht                                   | | |              |